# Museo della Resistenza (Amsterdam)

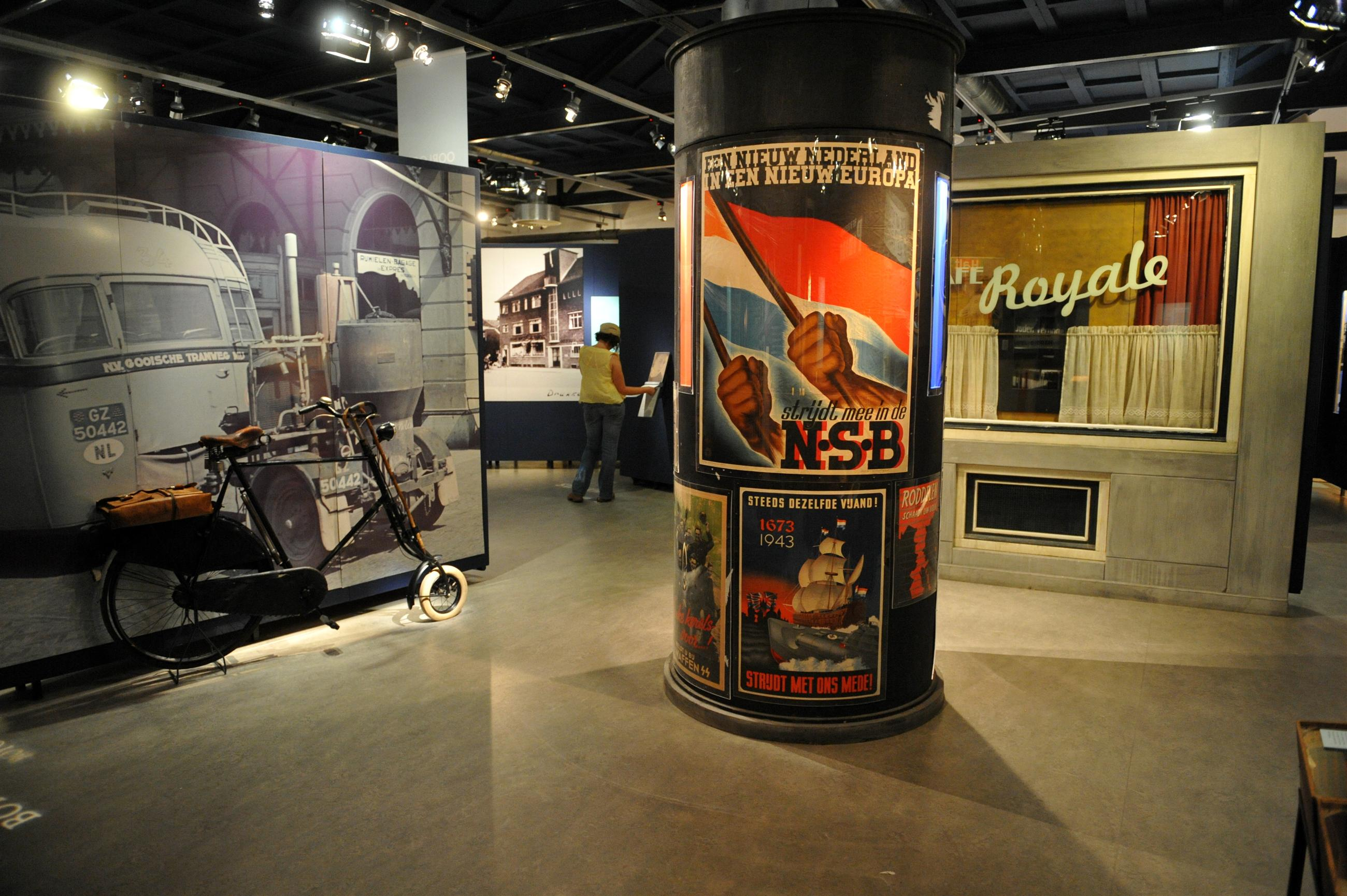
Una sala del museo

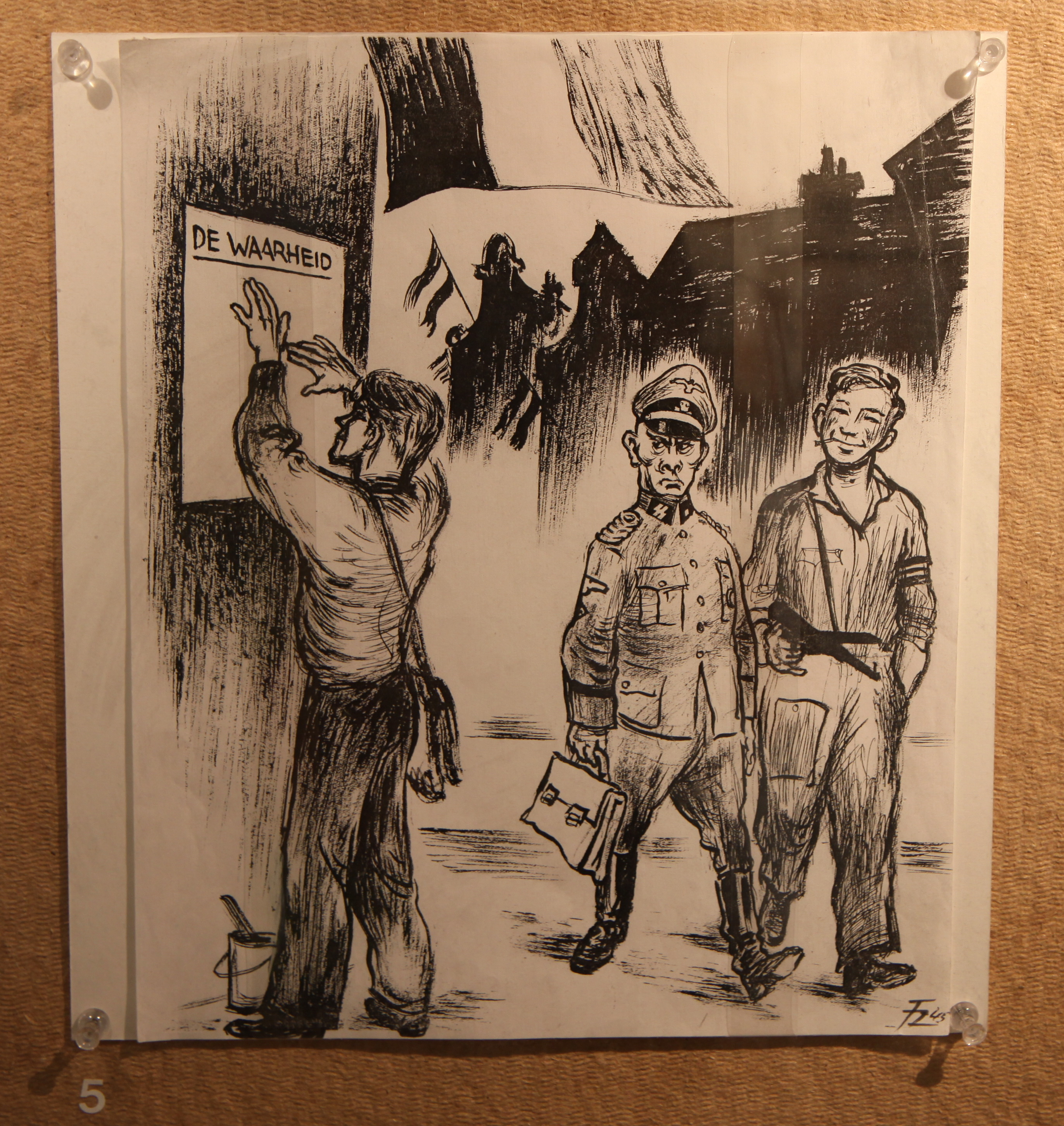
Manifesto contro l'occupazione tedesca

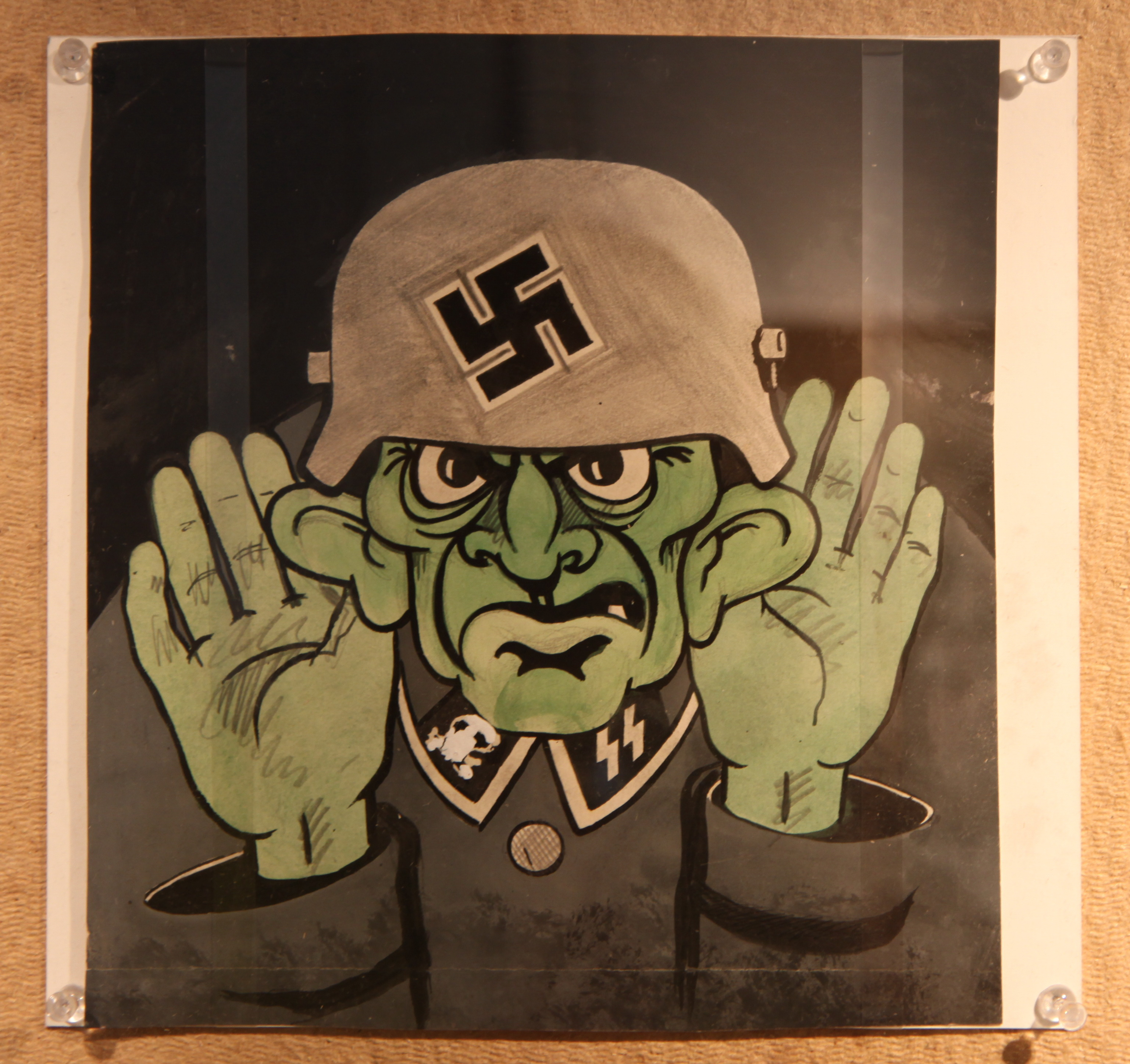
Altro manifesto contro l'occupazione tedesca

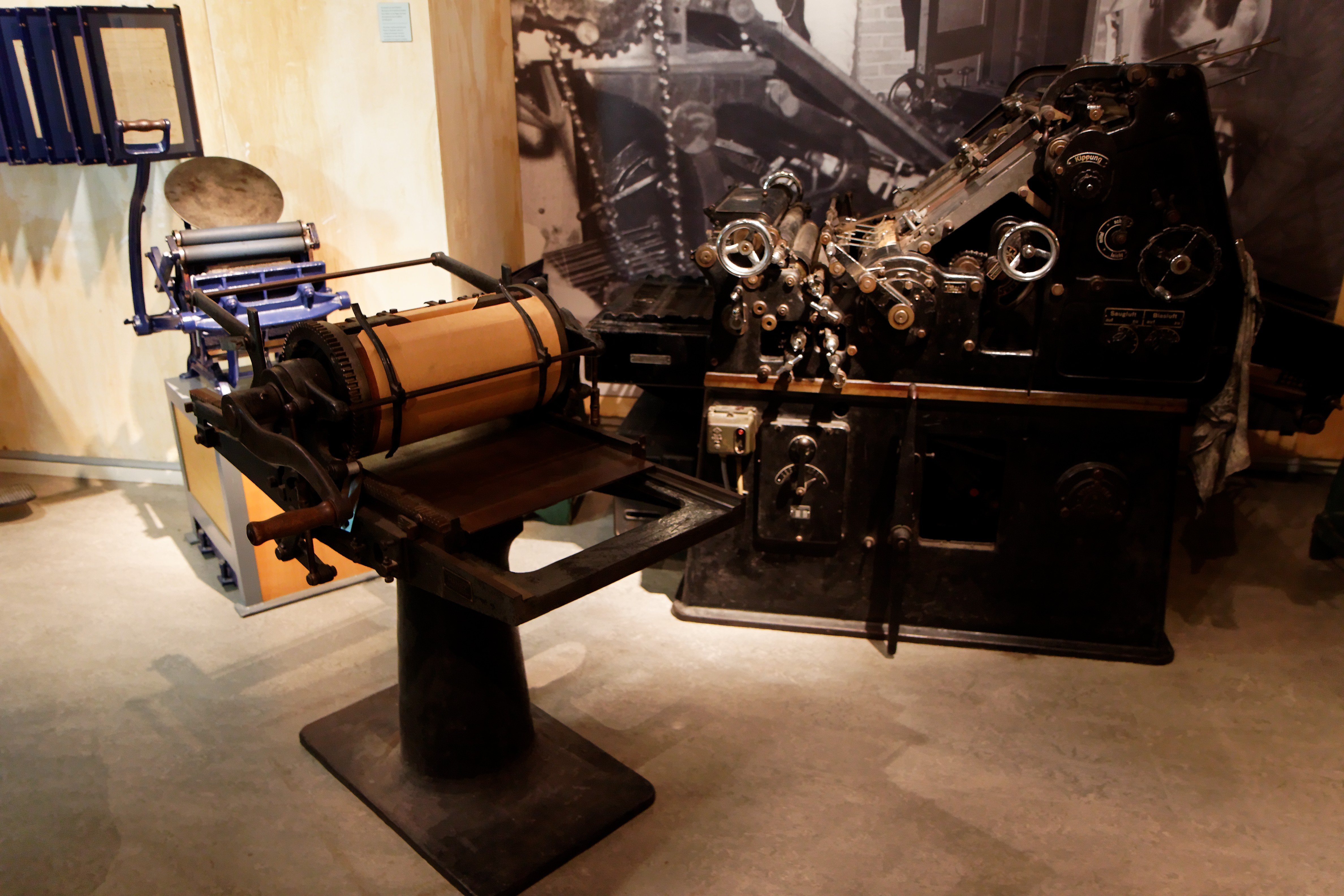
Macchinari di una tipografia clandestina

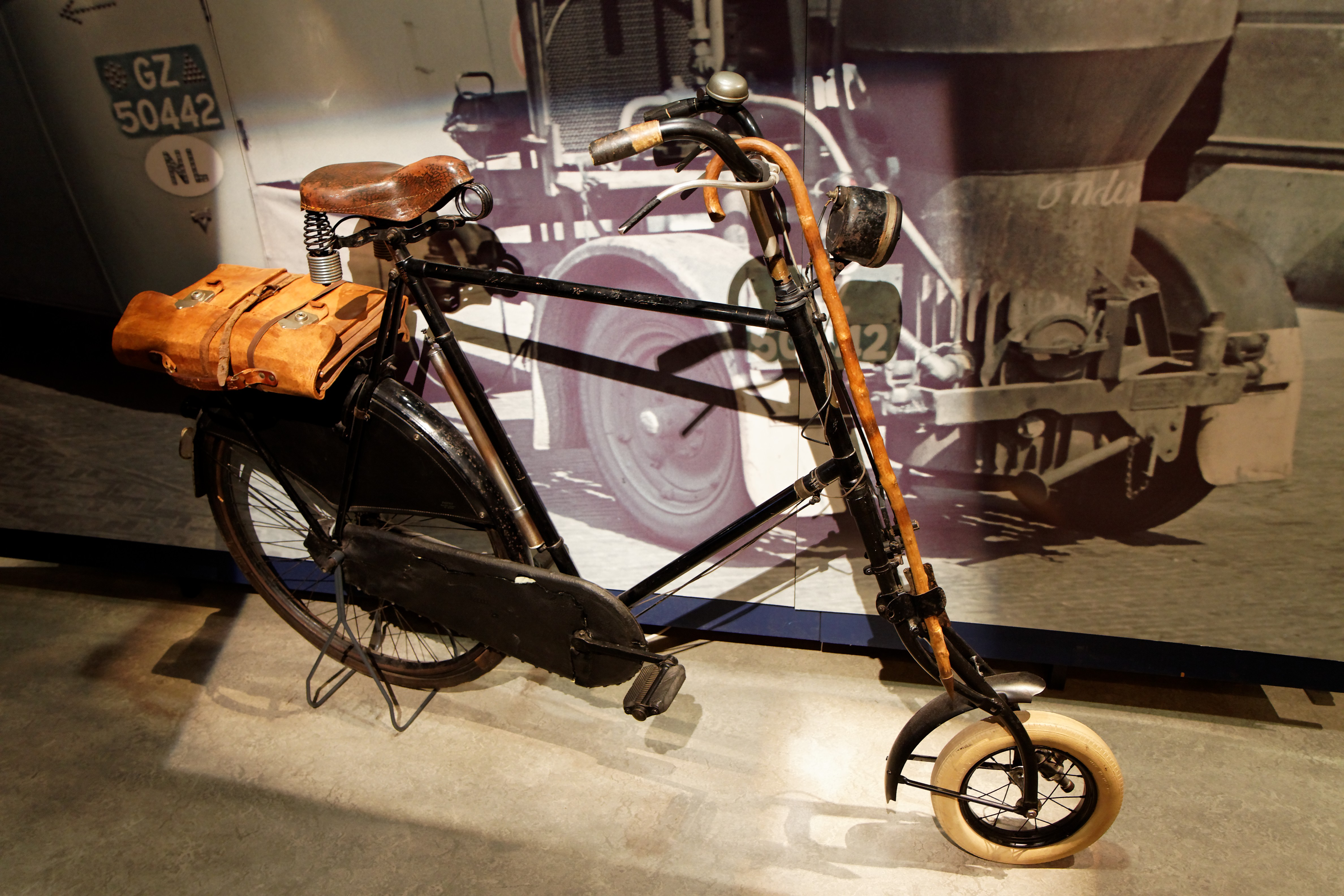
Bicicletta utilizzata da esponenti della resistenza olandese

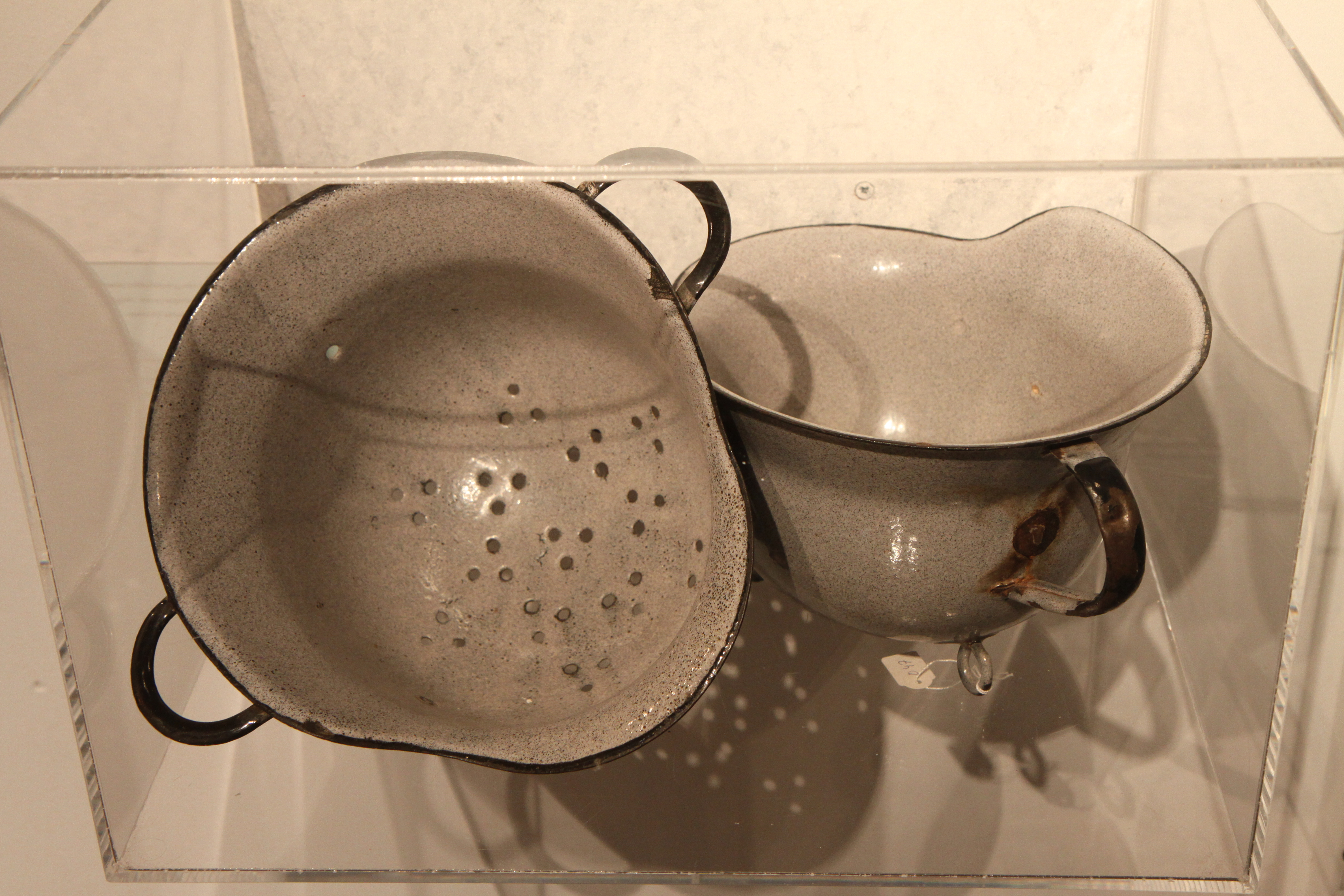
Elmetti tedeschi utilizzati come scolapasta e vaso da notte

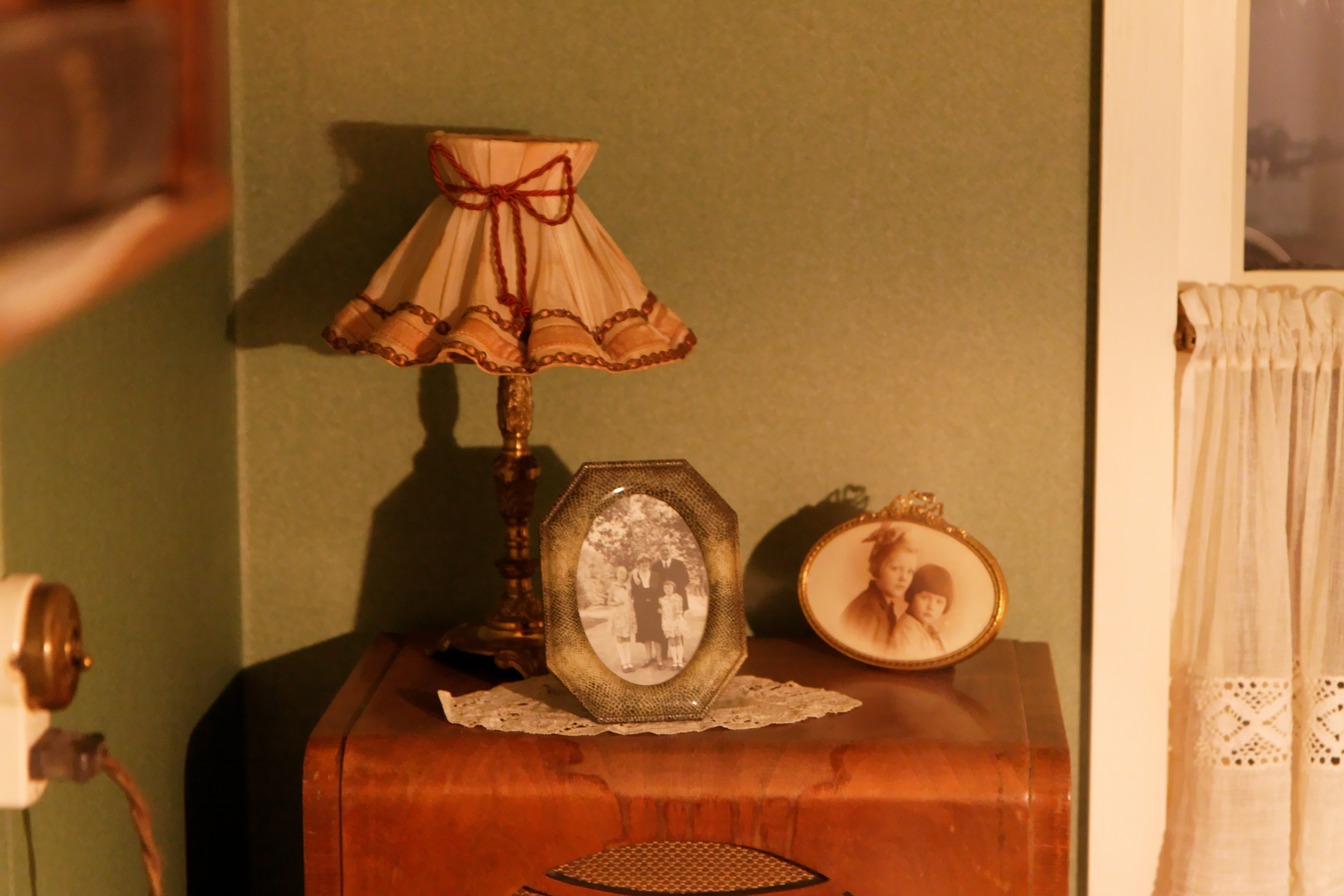
Foto di famiglie olandesi all'epoca dell'invasione tedesca

Il Verzetsmuseum ("Museo della Resistenza") è un museo di Amsterdam inaugurato nel 1985 e dedicato alla resistenza olandese durante l'occupazione tedesca dei Paesi Bassi (1940-1945) nel corso della seconda guerra mondiale. Il museo è ospitato dal 1999 nel Gebouw Plancius, un edificio dell'area di Plantage; in precedenza, trovava posto in un'ex-sinagoga sconsacrata di Amsterdam-Zuid.

## Ubicazione
Il museo si trova al nr. 61 di Plantage Kerklaan, nelle vicinanze dello zoo Artis e del complesso De Dageraad.

## Descrizione
Nel museo sono esposti vari oggetti relativi alla resistenza olandese, quali armi, falsi documenti, fotografie, ecc. Il periodo storico è illustrato inoltre attraverso film e diapositive.
Le sale principali sono dedicate alla vita quotidiana degli olandesi in quel periodo, mentre quelle più piccole sono dedicate a gruppi particolari di persone.
Nelle prime sale espositive viene illustrata la reazione del popolo olandese subito dopo l'invasione tedesca, mentre una successiva sezione è dedicata allo sciopero generale del 1941.

## L'edificio che ospita il museo
L'edificio che ospita il museo, il Gebouw Plancius, fu costruito nel 1876 per ospitare un coro ebraico appartenente all'Oefening Baart Kunst. È intitolato ad un geografo olandese, Petrus Plancius (1552-1622).
|  |

## Storia
La storia del museo ebbe inizio il 24 aprile 1984, quando fu allestita una collezione con lo scopo di far conoscere le vicende relative alla resistenza olandese contro il nazi-fascismo.
Nello stesso anno, il 6 settembre, la comunità ebraica di Amsterdam decise di concedere in affitto alla città una sinagoga in disuso nella Lekstraat per far posto al museo. L'iniziativa fu sostenuta dal comune, con un apporto di 100.000 fiorini.
I lavori di allestimento furono affidati a Pieter Hildering e Marten Rozenbeek.
Il museo aprì così ufficialmente i battenti il 19 novembre 1985, alla presenza del principe Bernardo e del sindaco Van Thijn. Quest'ultimo si espresse quel giorno in questo modo:
Il primo anno di apertura registrò la visita di 11.000 persone; la cifra era raddoppiata nel 1995.
La crescita del museo rese necessaria una nuova collocazione, in una zona più centrale della città. Fu così scelto il Gebouw Plancius, nell'area di Plantage.
I costi di affitto e di riallestimento si aggirarono sui 7,6 milioni di fiorini.
La nuova inaugurazione ebbe luogo il 28 aprile 1999, sempre alla presenza del Principe Bernardo.
Per l'ottobre 2013, è previsto un ampliamento del museo, con l'aggiunta di una sala dedicata ai bambini.

## Alcuni pezzi significativi della collezione
- Alberello di Natale di Carel Steensma - Si tratta di un piccolo albero di Natale realizzato dal partigiano Carel Steenma mentre era detenuto nella prigione di Weteringschans (Amsterdam).[8] Per realizzarlo, utilizzò il cartone che oscurava la finestra della sua cella.[8]
- Attrezzi di Gerrit van der Veen - Si tratta degli attrezzi utilizzati dal partigiano Gerrit van der Veen, esperto nella falsificazione di documenti.[9] Tali oggetti sono stati conservati dalla figlia Gerda.[9]
- Braccio basculante per la falsificazione di documenti[10]
- Carta d'identità di Joe Russel - Si tratta della falsa carta d'identità di Joe Russel (nome in codice: "Kobus"), uno studente che dirigeva l'organizzazione nazionale di assistenza dei clandestini.[11]
- Filtro tedesco - Si tratta di un'antenna che veniva fabbricata in casa e che veniva utilizzata per ridurre le interferenze delle emittenti tedesche.[12]
- Elmetti tedeschi utilizzati come scolapasta e vasino da notte[13] (v. immagine)
- Fisarmonica di Bertus Hendriksen - Si tratta della fisarmonica utilizzata da Bertus Hendriksen per nascondere i buoni annonari destinati alle persone che si nascondevano per sfuggire al lavoro forzato in Germania.[14]
- Lettera d'addio di Arie Addicks - Si tratta della lettera d'addio scritta il 6 ottobre 1941 da Arie Addicks, un collaboratore del giornale clandestino Het Parool, rinchiuso nel carcere di Scheveningen e condannato a morte.[15] La lettera, scritta sul retro del libretto che recava il regolamento del carcere[15], inizia con le seguenti parole[15][16]:

- Macchina da scrivere su cui è stato dattiloscritto il volantino dello "Sciopero di febbraio" - Si tratta di una macchina da scrivere appartenuta a Coba Veltman, con la quale è stato dattiloscritto un volantino con l'invito a partecipare allo sciopero generale del febbraio 1941.[17]
- Occhiali di Hannie Schaft - Si tratta degli occhiali che venivano abitualmente indossati dalla partigiana Hannie Schaft, la "ragazza dai capelli rossi" morta fucilata nel 1945, durante la sua attività.[18] Nel museo si trova anche una fotografia della Schaft assieme al suo compagno di lotta Truus Oversteegen, fotografia in cui i due si fingono amanti.[18]
- Scarponi di Eleonore Hertzberger - Si tratta degli scarponi utilizzati da una giovane ebrea di nome Eleonore Hertzberger per attraversare i Pirenei durante la sua fuga in Inghilterra assieme al marito Eddie nel 1943.[19]
- Scatola con patate per la famiglia Bontekoe - Si tratta di una delle scatole contenenti patate che venivano inviate alla famiglia Bontenkoe dai parenti di Groninga durante la carestia che aveva colpito i Paesi Bassi nell'inverno 1944-1945.[20]
- Trasmittente dell'agente segreto Sjoerd Sjoerdsma[21]